# Мантій
Мантій (дав.-гр. Μάντιος «віщий») — персонаж давньогрецької міфології. Син Мелампода і Іфіанасси, брат Антифата, батько Поліфіда і Кліта. За іншою версією, Мантій — син Мелампода і батько Оїкла.
В мікенських текстах зустрічається ім'я Ma-ti-ko.